# Brackett (kráter)

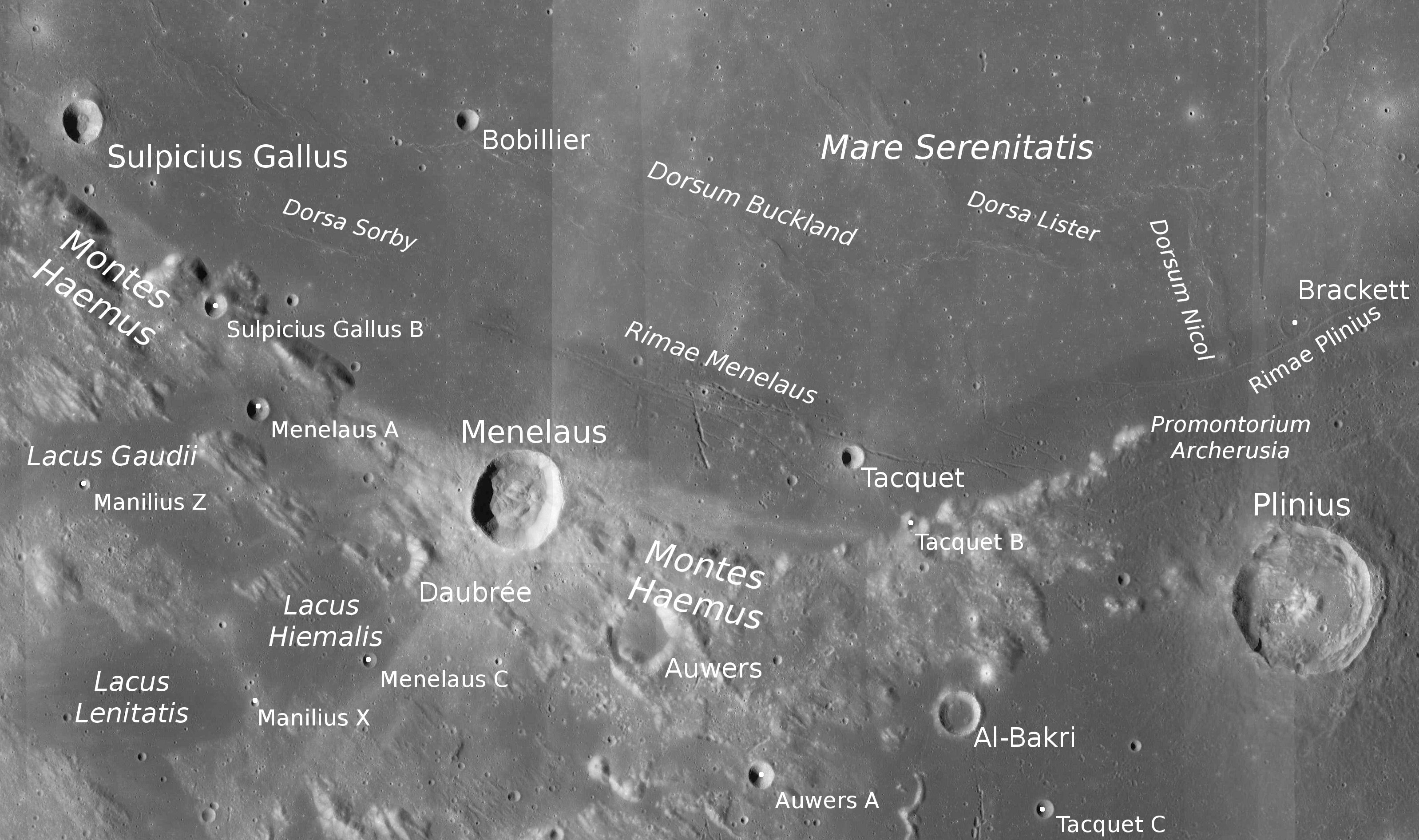
Poloha kráteru Brackett

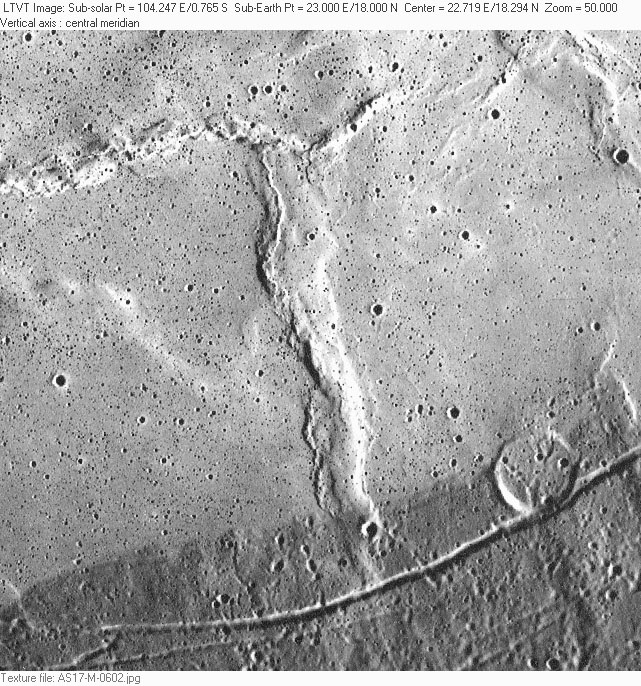
Kráter Brackett (vpravo), Rimae Plinius (jižně) a hřbet Dorsum Nicol (výrazná čára uprostřed snímku).

Brackett je malý nezřetelný kráter o průměru 9 km nacházející se u jihovýchodního okraje Mare Serenitatis (Moře jasu) nedaleko mysu Promontorium Archerusia na přivrácené straně Měsíce. Je prakticky celý zatopen lávou. Jeho jižní okraj se téměř dotýká jedné z brázd Rimae Plinius. Samotný kráter Plinius, po němž jsou brázdy pojmenovány, leží ještě více na jih. Západně od Bracketta se táhne směrem na sever mořský hřbet Dorsum Nicol.

## Název
Je pojmenován podle amerického fyzika Fredericka S. Bracketta.